# Simpósio Brasileiro de Métodos Formais
O Simpósio Brasileiro de Métodos Formais consiste em um evento organizado anualmente pela Sociedade Brasileira de Computação (SBC) do Brasil. 
A edição de 2008 foi realizada em Salvador de 26 a 29 de Agosto.